# Emily Whitlock
Emily Whitlock (* 15. Februar 1994 in Macclesfield) ist eine englisch-walisische Squashspielerin.

## Karriere
Emily Whitlock begann 2008 ihre Karriere und gewann bislang 19 Titel auf der PSA World Tour. Ihre höchste Platzierung in der Weltrangliste erreichte sie im Oktober 2017 mit Rang 12. Bei der Weltmeisterschaft 2014 qualifizierte sie sich erstmals für das Hauptfeld bei einer Weltmeisterschaft und erreichte sogleich das Achtelfinale.
Whitlock lebt seit ihrem zweiten Lebensjahr in Wales, wo ihre Eltern ein Squashcenter betreiben. Sie startete aufgrund eines Disputs mit dem walisischen Verband zunächst für England. Seit Dezember 2020 tritt sie auf der World Tour für Wales an. 2022 wurde sie mit der walisischen Nationalmannschaft Vizeeuropameisterin und nahm mit ihr außerdem an der Weltmeisterschaft teil.
Ihr Vater und Trainer Phil Whitlock war ebenfalls Squashspieler. Er erreichte im Januar 1994 den achten Platz der Weltrangliste.

## Erfolge
- Vizeeuropameisterin mit der Mannschaft: 2022
- Gewonnene PSA-Titel: 19